# 宝田町 (阿南市)
宝田町（たからだちょう）は、徳島県阿南市の町名。2014年3月31日現在の人口は3,048人、世帯数は1,117世帯。郵便番号は〒774-0045。

## 地理
阿南市の北部に位置し、北は上中町・柳島町、東は富岡町、南は見能林町、西は長生町に接する。
地区北寄りを貫通する徳島県道130号大林津乃峰線（旧国道55号）に沿って市街化が進む。

### 山岳
- 鍛治ヶ峰

### 河川
- 桑野川

### 小字
| - 荒井 - 井関 - 市場 - 今市イシン坊 - 今市上ノ原 - 今市川の上い - 今市久世ケ瀬 | - 今市金剛寺 - 今市中新開 - 今市中ヤシキ - 今市西の口 - 今市西ヤシキ - 今市東ヤシキ - 今市前ケ原 | - 今市山の北 - 今市柳タイ - 梅の本 - 大久保 - 川原 - 久保田 - 郡 | - 出口 - 東の一 - 中友 - 日の本 - 平岡 - 宝田 - 吉富士 |  |

## 歴史
明治22年、下荒井・立善寺・今市の3か村が合併して那賀郡宝田村となる。
昭和29年より富岡町の大字となる。昭和33年に阿南市が誕生し、現在の町名となる。

## 施設
- 徳島県立阿南光高等学校
- 阿南市立宝田小学校
- 阿南医療センター
- 隆禅寺 - 四国三十三観音霊場・阿波秩父観音霊場
- 密蔵院 - 阿波秩父観音霊場
- 正八幡神社
- 古烏神社（建比売神社）
- ケーブルテレビあなん

### かつて存在した施設
- 徳島県立阿南工業高等学校
- 阿南中央病院

## 交通

### 道路
都道府県道
- 徳島県道27号阿南那賀川線
- 徳島県道130号大林津乃峰線

### 路線バス
徳島バス・徳島バス南部
- 宝田東
- 阿南医療センター前

徳島バス
- 阿南光高校前
- 今市
- 清水
- 中原東

## 出身者
- 仁木博文 - 政治家
- 水野雄仁 - プロ野球選手